# قائمة كونتات هينو

شعار كونتية هينو.

كونت هينو كان حاكم كونتية هينو، هي منطقة تاريخية في البلدان المنخفضة (بما في ذلك دول العصر الحديث بلجيكا، هولندا، لوكسمبورغ وأجزاء من شمال فرنسا وغرب ألمانيا).

## قائمة الكونتات

### أسرة ريغنار
- ريغنار الأول (حكم 870 - 898)، أيضا كونت مونس (من 870)، وكونت لييج.
- سيغارد (حكم 898 - 908، توفي 920)، أيضا كونت لييج.
- ريغنار الأول (حكم 908 - 915) المرة الثانية.
- ريغنار الثاني (حكم 915 - بعد 932).
- ريغنار الثالث (حكم 940 - 958).
- غودفري الأول (قبل 958 - 964).

انقسمت كونتات هينو إلى مدينتين مونس وفالنسيان.
| كونتات مونس - ريتشار (حكم 964 - 973)، وأيضا كونت لييج. - رينو (حكم 973). - ريغنار الرابع (حكم 973 - 974). - غودفري الثاني (حكم 974 - 998). - ريغنار الرابع (حكم 998 - 1013) المرة الثانية. - ريغنار الخامس (حكم 1013 - 1039)، اكتسب الجزء الجنوبي من كونتية برابانت عام 1204. | كونتات أو مارغريفات فالنسيان - عموري (حكم 953 - 973). - فيرنر (حكم 973). - ريغنار الرابع (حكم 973 - 974). - أرنولف (حكم 974 - 988). - بالدوين الرابع (حكم 988 - 1035)، أيضا كونت فلاندرز. - بالدوين الخامس (حكم 1035 - 1045)، أيضا كونت فلاندرز. |

- هيرمان (حكم 1039 - 1051)، تزوج من ريتشليد، وحصل على فالنسيان عام 1045 أو 1049.

تم جمع مونس وفالنسيان في كونتية هينو الموحدة مرة أخرى.

### أسرة فلاندرز
- بلدوين الأول (حكم 1051 - 1070)، أيضا كونت فلاندرز.
- أرنولف الأول (حكم 1070 - 1071)، ابن بلدوين الأول، وأيضا كونت فلاندرز.
- بلدوين الثاني (حكم 1071 - 1098)، ابن بلدوين الأول.
- بلدوين الثالث (حكم 1098 - 1120)، ابن بلدوين الثاني.
- بلدوين الرابع (حكم 1120 - 1171)، ابن بلدوين الثالث.
- بلدوين الخامس (حكم 1171 - 1195)، ابن بلدوين الرابع، أيضا كونت فلاندرز منذ 1191.
- بلدوين السادس (حكم 1195 - 1205)، ابن بلدوين الخامس، أيضا كونت فلاندرز وإمبراطور القسطنطينية اللاتينية.
- جوان الأولى (حكمت 1205 - 1244)، ابنة الكبرى لـ بلدوين السادس.
- مارغريت الأولى (حكمت 1244 - 1253)، ابنة الثانية لـ بلدوين السادس، تزوجت أولا من بورشار الرابع دي أفيسنيس، ثم من ويليام الثاني دي دامبير.

ادعى أبناء مارغريت جان الأول من أفيسنيس وأخوه الغير شقيق ويليام الثالث من دامبيير، كونتيات فلاندرز وهينو، مما أدت إلى حرب أهلية بينهما، في 1246 منح لويس التاسع ملك فرنسا هينو لـ جان، ولكن مارغريت رفضت تسليمها إليه، ولكن في 1254 قام باحتلالها بمساندة من صهره ملك ألمانيا ويليام الثاني، كونت هولندا.

### أسرة أفيسنيس
- جان الأول (حكم 1253 -1257)، ابن مارغريت الأولى وبورشار الرابع.

### أسرة فلاندرز
- مارغريت الأولى (حكم 1257 - 1280)، رجعت بعد وفاة ابنها.

### أسرة أفيسنيس
- جان الثاني (حكم 1280 - 1304)، ابن جان الأول، أيضا كونت هولندا.
- ويليام الأول (حكم 1304 - 1337)، ابن جان الثاني، أيضا كونت هولندا.
- ويليام الثاني (حكم 1337 - 1345)، ابن ويليام الأول، أيضا كونت هولندا.
- مارغريت الثانية (حكمت 1345 - 1356)، ابنة ويليام الأول.
- بالاشتراك مع زوجها لودفيغ الرابع، إمبراطور روماني مقدس (توفي 1347) ثم مع ابنها ويليام الثالث.

### أسرة بافاريا
- ويليام الثالث (حكم 1345 - 1388)، ابن مارغريت الثانية ولودفيغ الرابع، أيضا دوق بافاريا.
  - حكم بالمناصفة مع أخوته لودفيغ البراندنبورغي ولودفيغ الروماني وأوتو البافاري (1347 - 1349)، ثم مع ستيفان الثاني وألبرشت الأول (1347 - 1353).
- مارغريت عارضت حكم ابنها في 1350، وأخذت هينو حكمتها حتى 1356.
- ألبرشت الأول (وصي منذ 1358 ، ثم كـ حاكم «كونت» 1388 - 1404).
- ويليام الرابع (حكم 1404 - 1417)، ابن ألبرت الأول.
- جاكلين (حكمت 1417 - 1432)، ابنة ويليام الرابع.

عارضها عمها يوهان الثالث، دوق بافاريا-شتراوبينغ (ابن ألبرشت الأول) مما أدى اشتعال حرب الخلافة، ومع وفاته آلت مطالبه إلى فيليب الثالث الطيب، دوق بورغندي هو ابن شقيقته، وفي 1432 أجبرت جاكلين على التنازل عن هينو وهولندا لصالحه.

### أسرة فالوا- بورغندي
- فيليب الأول "الطيب" (حكم 1432 - 1467).
- شارل الثاني "الجريء" (حكم 1467 - 1477)، هو ابن فيليب الطيب.
- ماري الأولى "الثرية" (حكم 1477 - 1482)، هي ابنة شارل الجريء، بالاشتراك مع زوجها ماكسيمليان الأول.

### أسرة هابسبورغ
- فيليب الثاني الوسيم (حكم 1482-1506) ابن ماري وماكسيميليان.
- شارل الثاني (حكم 1506-1555) ابن فيليب الثاني، أيضا إمبراطور روماني مقدس (كـ كارل الخامس) وملك اسبانيا (كـ كارلوس الأول).

أعلن شارل الثاني توحيد هينو مع مقاعد في مجلس اللوردات في البلدان المنخفضة في اتحاد شخصي من خلال مرسوم عملي عام 1549، وعندما انقسمت الإمبراطورية هابسبورغ بين ورثة شارل الثاني، البلدان المنخفضة بما في ذلك هينو ذهبت إلى ابنه فيليب الثاني ملك إسبانيا من الفرع الإسباني من آل هابسبورغ.
- فيليب الثالث (حكم 1555-1598) ابن شارل الثاني، أيضا ملك إسبانيا كـ فيليب الثاني.
- إيزابيلا كلارا يوجينيا (حكم 1598-1621) ابنة فيليب الثالث، بالاشتراك مع زوجها ألبرت، أرشيدوق النمسا.
- فيليب الرابع (حكم 1621-1665) حفيد فيليب الثالث، أيضا ملك إسبانيا كـ فيليب الرابع.
- شارل الثالث (حكم 1665-1700) ابن فيليب الرابع، أيضا ملك إسبانيا كـ شارل الثاني.

بين 1706 و 1714، تعرضت فلاندرز لغزو من قبل الإنجليز والهولنديين خلال حرب الخلافة الإسبانية، وفي عام 1714مع معاهدة راستات حلت معظم الخلاف، وأعطت كونتية هينو للفرع النمساوي من آل هابسبورغ.
- شارل الرابع (حكم 1714-1740)، حفيد فيليب الثالث، أيضا إمبراطور روماني مقدس (المنتخب).
- ماريا تيريزا (حكمت 1740-1780) ابنة شارل الرابع، بالمناصفة مع زوجها:
  - فرانسيس الأول (حكم 1740-1765).
- جوزيف (حكم 1780-1790) ابن ماريا تيريزا وفرانسيس الأول.
- ليوبولد (حكم 1790-1792) ابن ماريا تيريزا وفرانسيس الأول.
- فرانسيس الثاني (حكم 1792-1835) ابن ليوبولد، وأيضا هو أخر إمبراطور روماني مقدس.

تم إلغاء لقب بحكم الأمر الواقع بعد فرنسا الثورية ضمها عليها في 1795، ومع ذلك ادعوا أحفاد ليوبولد اللقب حتى عهد أخرهم كارل الأول إمبراطور النمسا.

## في وقت المعاصر

### أسرة ساكس-كوبرغ وغوتا
مملكة بلجيكا الحديثة، أعطت اللقب كونت هينو تلقيدياً لابن البكر وولي العهد على غرار دوق برابانت، في 2001 ومع ولادة إليزابيث من بلجيكا (الآن دوقة برابانت)، هي الابنة الكبرى ووريثة فيليب ملك بلجيكا، ومع ذلك لم تحمل لقب كونتيسة هينو الذي تم إلغائه مؤخراً.
- الأمير ليوبولد، دوق برابانت (1859 - 1865)، هو ابن ليوبولد الثاني ملك بلجيكا.
- بودوان الأول ملك بلجيكا (1930 - 1934)، هو ابن ليوبولد الثالث ملك بلجيكا.